# Marie Claire de l'Enfant Jésus
Libânia do Carmo Galvão Meixa de Moura Telles de Albuquerque, en religion Marie Claire de l'Enfant Jésus, née le 15 juin 1843 à Amadora (Portugal) et morte le 1er décembre 1899 à Lisbonne (Portugal) est une religieuse portugaise, fondatrice des franciscaines hospitalières de l'Immaculée Conception.
Elle est reconnue bienheureuse par l'Église catholique et est fêtée le 1er décembre de chaque année.

## Biographie
Libânia do Carmo est née dans une famille aristocratique portugaise. Elle est la troisième enfant d'une fratrie de sept. Le 30 mai 1856, sa mère, Maria da Purificação de Sá Carneiro Duarte Ferreira, décède du choléra et le 3 décembre 1857 son père, Nuno Tomás de Mascarenhas Galvão Mexia de Moura Telles de Albuquerque, décède de la fièvre jaune. Âgée de quatorze ans elle est placée en orphelinat au sein du Palais national d'Ajuda destiné aux orphelins de familles aristocratiques et dont la gestion avait été confiée aux Filles de la charité de saint Vincent de Paul.
En 1862, après que les Filles de la charité de saint Vincent de Paul aient été expulsée du Portugal en raison de la répression anticléricale, elle devient dame d'honneur de la marquise de Valada (pt). En 1867 se sentant appelée à la vie religieuse elle entre dans le Tiers-Ordre capucin et commence à travailler comme enseignante dans un pensionnat. Elle decide en 1869 de rejoindre le Tiers-Ordre franciscain où elle prend le nom de Marie Claire de l'Enfant Jésus.

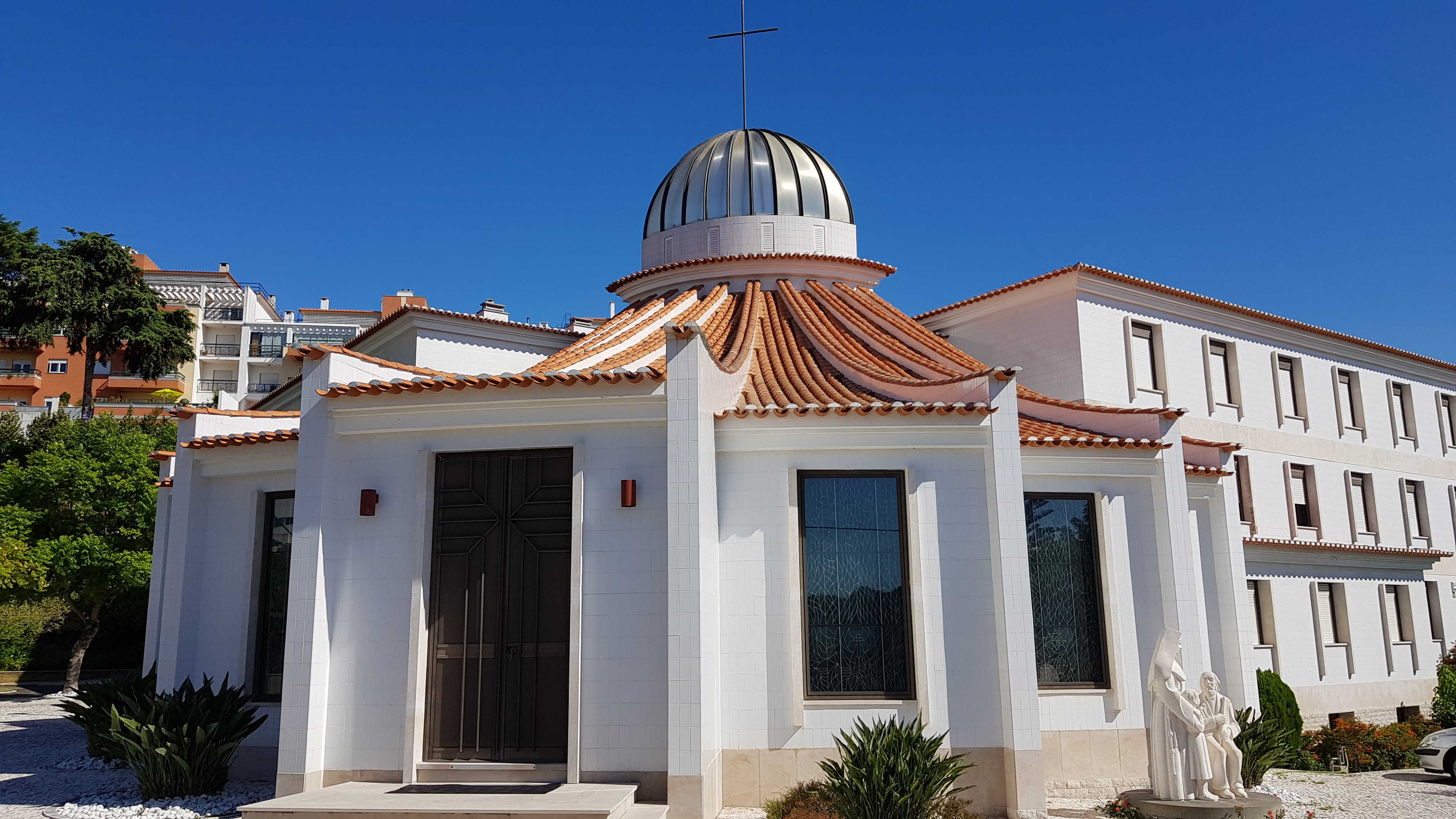
Chapelle à Linda-a-Pastora où est inhumé Marie Claire de l'Enfant Jésus.

Libânia do Carmo désire devenir religieuse franciscaine mais elle se heurte aux lois civiles anticléricales alors en vigueur au Portugal qui interdit toute forme de vie religieuse. Le père Raymond dos Anjos Beirão (1810–1878), directeur spirituel de Libânia do Carmo, l'envoie alors avec d'autres postulantes faire son noviciat auprès des Franciscaines missionnaires de Notre-Dame à Calais (France). Le 10 février 1870 elle commence son noviciat et le 14 avril 1871 elle prononce ses vœux religieux puis rentre au Portugal. Le 1er mai 1871 elle arrive à Lisbonne et le 3 mai 1871 elle y fonde les Franciscaines hospitalières de l'Immaculée Conception avec pour mission de prendre soin des malades. La congrégation est approuvée le 22 mai 1874 comme association caritative par le gouvernement portugais et le 27 mars 1876 par le pape Pie IX.

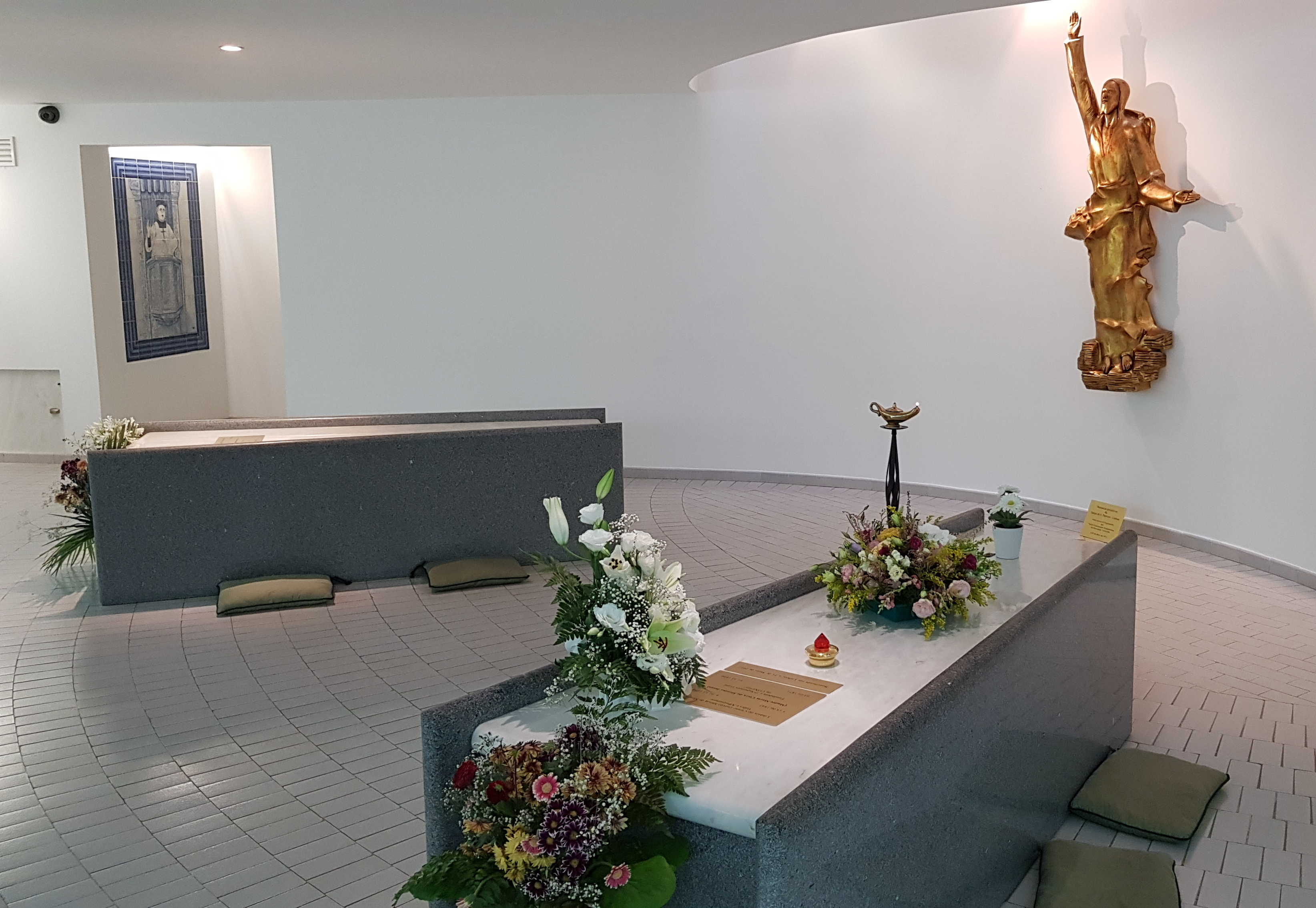
Sépulture de Marie Claire de l'Enfant Jésus.

Le 1er décembre 1899 Libânia do Carmo décède d'une crise cardiaque. Elle est enterrée trois jours plus tard au cimetière de Prazeres de Lisbonne. En 1998 son cercueil est déplacé à la dévotion des fidèles dans la crypte de la chapelle Casa-Mãe, à Linda-a-Pastora (pt).

## Reconnaissance par l'Église
En 1995 le procès de béatification Marie-Claire de l’Enfant-Jésus est ouvert.
En vue de sa béatification il est soumis à la Congrégation pour les Causes des Saints le cas de Georgina Troncoso Monteagudo. Celle-ci souffrait depuis 34 ans d'une pyodermite phagédénique jugée incurable par les médecins. Le 12 novembre 2003 sa guérison complète est constatée (celle-ci se serait produite selon Georgina Troncoso Monteagudo, entre le pansement réalisé le 11 novembre et celui du 12 novembre 2003). Georgina Troncoso Monteagudo attribue sa guérison à l'intercession de Marie Claire de l'Enfant Jésus qu'elle priait tous les jours et dont elle avait placé une image dans son pansement. Le pape Benoît XVI reconnaît comme authentiques la guérison et le miracle attribués à l'intercession de Marie Claire de l’Enfant-Jésus ouvrant la voie à sa béatification.
Le 6 décembre 2008, Marie-Claire est déclarée vénérable par le pape Benoît XVI et le 21 mai 2011 elle est béatifiée. Face à l’afflux de personnes attendues, la cérémonie de béatification se déroule au stade de Resselo devant un parterre de 10 000 personnes. Sa fête liturgique est fixée au 1er décembre de chaque année.
Marie Claire de l'Enfant Jésus a été choisi pour être un des treize saints patrons des journées mondiales de la jeunesse 2023.

### Prière à Marie Claire de l'Enfant Jésus
Prière à Marie Claire de l'Enfant Jésus à l'occasion des journées mondiales de la jeunesse 2023 :
« Seigneur bon et tout-puissant, qui a fait resplendir ta sainteté dans la vie simple et humble de la Bienheureuse Marie Claire de l'Enfant Jésus, fais briller sur nous ta lumière, afin que, vivant dans l'esprit des béatitudes, nous cultivions des actions de miséricorde, dans la fidélité au saint Evangile. Par Jésus Christ, ton Fils, notre Seigneur. Amen ».